# 자노델룸브리아
자노델룸브리아(이탈리아어: Giano dell'Umbria)는 이탈리아 움브리아주 페루자도에 위치한 코무네다. 페루자에서 남동쪽으로 35km 거리에 있다.